# Улица Ивана Зубкова (Санкт-Петербург)

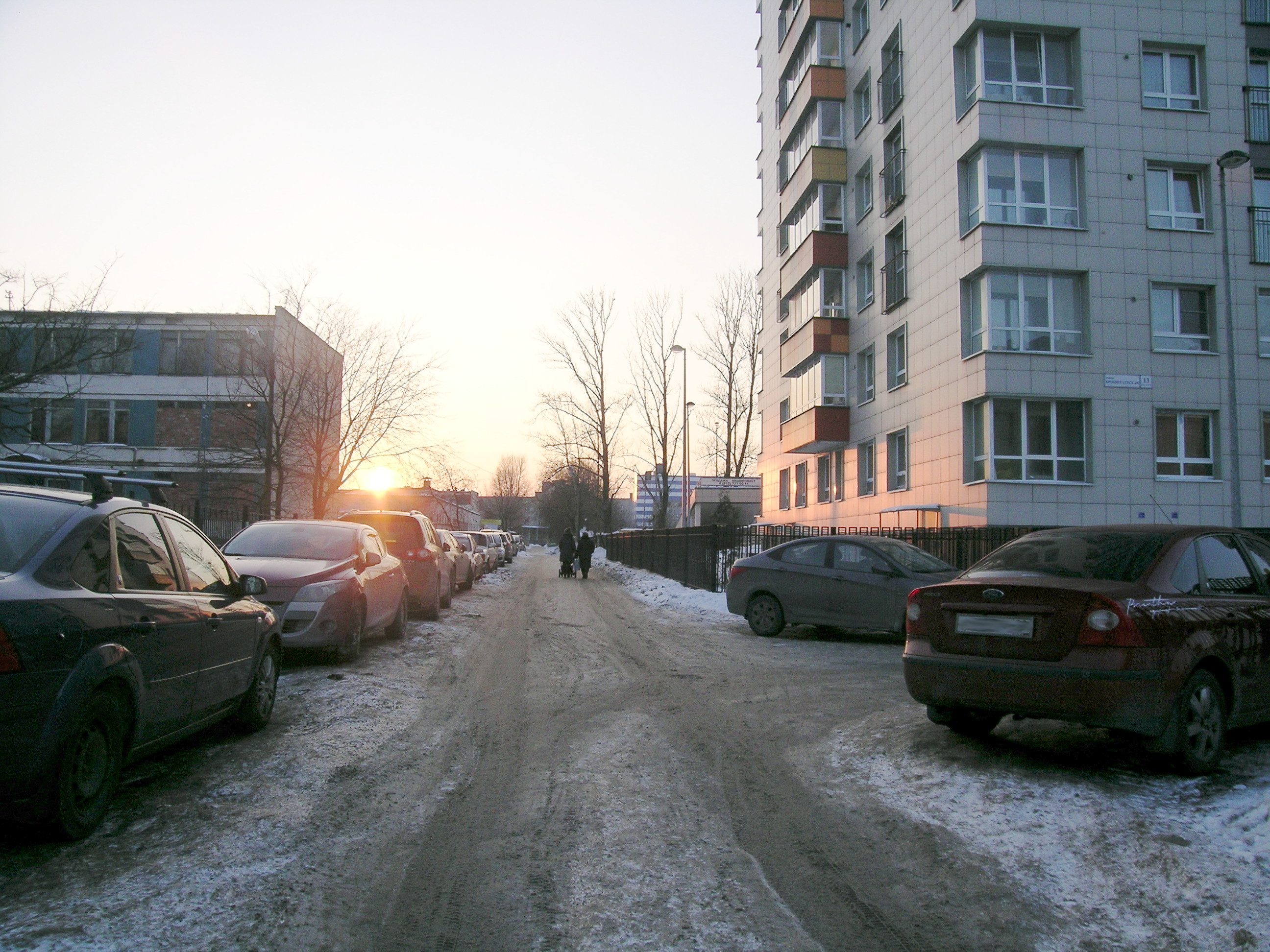
Со стороны Кронштадтской улицы

Улица Ивана Зубкова — улица в Кировском районе на юго-западе Санкт-Петербурга. Проходит от Кронштадтской улицы до Дороги на Турухтанные острова. Находится недалеко от станции метро «Автово».

## История
8 июля 2014 года Топонимическая комиссия Санкт-Петербурга поддержала присвоение названия улица Ивана Зубкова безымянному Г-образному проезду в Автове. Оставшийся небольшой участок до Портовой улицы Комитет по градостроительству и архитектуре Санкт-Петербург счёл дворовым проездом.
Название официально присвоено 31 января 2017 года.

## Происхождение названия
Улица названа в честь И. Г. Зубкова.
И. Г. Зубков в 1941 году был начальником строительства метрополитена в Ленинграде, начальником Управления военно-строительных работ Ленинградского фронта; зимой 1942 года под руководством Зубкова была возведена железнодорожная ледовая переправа через Ладожское озеро («Дорога жизни»).
Ранее рассматривалось название Болотный переулок, так как в первой половине XX века неподалеку был переулок с таким названием.